# سیاوش مزینی
سیاوش مزینی (زاده ۳ فروردین ۱۳۷۴ در تهران) بازیکن و قهرمان رشته اسنوکر اهل ایران است. مزینی که از ۹ سالگی کار خود را در رشته اسنوکر آغاز کرده، توانست در ۱۳ سالگی به عنوان قهرمانی مسابقات نوجوانان دست پیدا کند و سهمیه حضور در تیم ملی را به‌دست آورد. وی تجربه همکاری با مربیانی همچون منوچ کوتاری از هند، نیک بارو از انگلستان، دیوید رو از انگلستان و پی جی نولان از ایرلند را در کارنامه خود دارد.
مزینی که همچنان عضو تیم ملی اسنوکر ایران است، در طول ۸ سال حضورش در این تیم توانسته در مسابقات آسیایی عنوان قهرمانی را به‌دست آورد.

## افتخارات
- مقام پنجم مسابقات قهرمانی جوانان جهان (۲۰۱۳ چین)
- مدال نقره مسابقات قهرمانی جوانان آسیا (۲۰۱۴ هند)[۲][۳]
- مقام پنجم تیمی مسابقات جام جهانی اسنوکر (۲۰۱۹ قطر)[۴][۵]
- مدال برنز مسابقات قهرمانی غرب آسیا (۲۰۲۱ امارات)[۶]
- مدال طلا مسابقات قهرمانی آسیا (۲۰۲۲ مالزی)[۷][۸]